# أعمام وعمات النبي محمد
هذه قائمة أعمام وعمات الرسول محمد ﷺ:

## الأعمام
- أبو طالب بن عبد المطلب: هو والد علي بن أبي طالب، وحامي وكافل النبي محمد، وقد أجمع الشيعة على أنّه تُوفي مسلمًا مؤمنًا،[1] وذهب أهل السنة إلى أنّه تُوفي ولم يُسلم.[2]
- حمزة بن عبد المطلب: صحابي من صحابة رسول الإسلام محمد، وعمُّه وأخوه من الرضاعة، وقد مدحه النبي محمد بقوله: «خَيْرُ إِخْوَتِي عَلِيٌّ، وَخَيْرُ أَعْمَامِي حَمْزَةُ رَضِيَ اللَّهُ عَنْهُمَا».[3][4][5]
- العباس بن عبد المطلب: يُكنى بأبي الفضل، صحابي من صحابة رسول الإسلام محمد بن عبد الله، كما أنه عديله فزوجة النبي محمد ميمونة بنت الحارث أخت زوجته لبابة الكبرى بنت الحارث. أُمّه هي أم ضرار نتيلة بنت جناب النمرية. ولد في مكة المكرمة قبل عام الفيل بثلاث سنين 56 ق.هـ.[6]
- العوام بن عبد المطلب: ذكره بعضهم، وأمه هالة بنت وهيب.[7][8][9]
- ضرار بن عبد المطلب: أمه نتيلة بنت جناب، يكنى أبا عمرو، لم يولد له ولم يتزوج ولا عقب له، وذكر بعضهم أنه كان أسن من العباس بسبع سنين،[10] وكان من فتيان قريش جمالاً وسخاءً،[11] ومات قبل الإسلام. وقال صاحب كتاب معالي الرتب: «وجاء في تلقيح فهوم الأثر لابن الجوزي (ص 10): صفار بدلاً من ضرار، كذا أثبتها المحقق، وهو خطأ لعله من الناسخ أو من المحقق نفسه، لأنه قال في الهامش ما نصه: «صفار بن عبد المطلب، واعلم أن ابن هشام وأبا حاتم (یرید ابن حبان) نقلاً مكان صفار ضرارا!!». قلت: فأين المحقق من جميع من ذكر ضرارًا؟ سامحه الله.».[12]
- قثم بن عبد المطلب: أمه صفية بنت جندب بن حجير وقيل بل أمه نتيلة بنت جناب، ومات صغيرًا،[13] وقال السيد جعفر مرتضى العاملي: «أما قثم فلا وجود له أصلاً، حسبما ذكره البعض».[14]
- الزبير بن عبد المطلب: كان يحب النبي محمد، وهو سيد بني هاشم في حرب الفجار، وتوفي قبل البعثة النبوية.[15] ومن أولاده عبد الله بن الزبير بن عبد المطلب الذي يعد من صحابة النبي محمد.[16]
- الحارث بن عبد المطلب: هو أكبر ولد عبد المطلب، وبه كان يكنى، وشهد معه حفر زمزم،[17][18] وتوفي قبل الإسلام.[19]
- الغيداق بن عبد المطلب: وهو لقب بالأتفاق، وقد أختلف في اسمه فقيل اسمه نوفل وقيل مصعب، ولقب بالغيداق لكثرة جوده أي لأنه كان أجود قريش وأكثرها طعامًا ومالًا، وتوفي قبل البعثة النبوية.[20]
- حجل بن عبد المطلب، وقيل: جحل بن عبد المطلب، قيل اسمه المغيرة، وكان لحجل ابن يقال له قرة بن حجل وبه كان يكنى.[21][22]
- المقوم بن عبد المطلب: شقيق حمزة بن عبد المطلب، ولم يدرك الإسلام.[23]
- أبو لهب بن عبد المطلب: واسمه عبد العُزَّى كان شديد العداء للإسلام، ومن أشد الناس تكذيباً وأذى للنبي محمد، ونزلت سورة المسد في ذمه.[24][25]
- عبد الكعبة بن عبد المطلب: لم يُدرك الإسلام ولم يُعقِّب.[26][27]

## العمات
- أُم حكيم بنت عبد المطّلب: واسمها البَيْضَاء بنت عبد المطلب، تزوجها كُرَيْزُ بِن رَبِيعة بن حَبِيب، فولدت له عامرًا، وأرْوَى، وطلحة، وأمّ طلحة، وقيل بأنها لم تدرك المبعث النبوي.[28][29]
- عاتكة بنت عبد المطلب:عمّة نبي الإسلام محمد، تزوّجها في الجاهليّة أبو أُميّة بن المغيرة فولدت له عبد الله وزهيرًا وقريبة،[30] ويعتبرها البعض والدة أم المؤمنين أم سلمة،[31][32] وهي صاحبةُ الرؤيا المشهورة في قصة بَدْر، وقد اختلف في إسلام عاتكة وأختها أروى بنت عبد المطلب، ولم يُختلف في إسلام صفية،[33][34] فَقَالَ ابن إسحاق وجماعة من العلماء أنّه لم يسلم من عمات النبي محمد إلا صفية، وقال آخرون: إنّ أروى وصفية أسلمتا جميعًا من عمات رَسُول اللَّهِ، وذكرهَا أَبُو جَعْفَر الْعقيلِيّ فِي الصَّحَابَة وَذكر أروى بنت عبد الْمطلب،[35][36][37] وذكرها ابن منده في الصّحابة، وذكرها ابْنُ فَتْحُون في ذيل الاسْتِيعَابِ، واستدلَّ على إسلامها بِشعْر لها تمدح فيه النّبيّ وتصِفُه بالنبوة.[38][39] وقال ابن سعد بأنها أسلمت وهاجرت إلى المدينة،[40] وذكر البلاذري بأنها أسلمت وماتت قبل الهجرة.[41]
- برة بنت عبد المطلب: تزوجها عبد الأسد بن هلال بن عبد الله فأنجبت له أبو سلمة، ثم خلف عليها أبو رُهْم بن عبد العُزّى بن أبي قيس فأنجبت له أبا سَبْرةَ ولم تدرك المبعث النبوي.[28][42]
- أميمة بنت عبد المطلب: عمّة نبي الإسلام محمد، ووالدة أم المؤمنين زينب بنت جحش، اختلف في إسلامها، فقال ابن إسحاق إنه لم يسلم من عمات النبي إلا صفية، وقال ابن سعد: «أطعم رسول الله - صلى الله عليه وسلم - أميمة بنت عبد المطلب أربعين وسقًا من تمر خيبر».[28][43]
- أروى بنت عبد المطلب: اختلف في إسلام أروى، فَقَالَ ابن إسحاق وجماعة من العلماء أنّه لم يسلم من عمات النبي محمد إلا صفية، وقال آخرون: إنّ أروى وصفية أسلمتا جميعًا من عمات رَسُول اللَّهِ، وذكرهَا أَبُو جَعْفَر الْعقيلِيّ فِي الصَّحَابَة وَذكر عاتكة بنت عبد المطلب،[35][36][37] وقال ابن سعد: ثم أسلمت أروى بنت عبد المطلب بمكة وهاجرت إِلَى الْمَدِينَةِ.[44]
- صفية بنت عبد المطلب: صحابية وشاعرة، عمة النبي محمد وعلي بن أبي طالب، وأم الزبير بن العوام، أسلمت صفيّة وبايعت رسول الله، وهاجرت إلى المدينة وأطعمها رسول الله أربعين وَسْقًا بخَيْبَر، تُوفِّيت صفية في خلافة عمر بن الخطّاب سنة 20 هـ في المدينة المنورة، ولها من العمر ثلاثٌ وسبعون سنة، ودُفنت بالبُقِيع بفناء دار المغيرة بن شعبة.[45][46]